# Masters de Madrid 2012
El Mutua Madrid Open 2012 fue un torneo de tenis que pertenece tanto a la ATP en la categoría de ATP World Tour Masters 1000 como a la WTA en la categoría Premier Mandatory. Se disputó del 6 al 13 de mayo de 2012 sobre polvo de ladrillo  pintado de azul en La Caja Mágica en Madrid, España.
Han existido controversias entre voces autorizadas del tenis acerca de la novedad de la edición del 2012, la pista de color azul. Un vídeo publicado en la web de Marca, en el que aparecen tenistas probando la pista, llega a la conclusión de que no afecta al bote de la pelota.

## Campeones

### Individuales masculinos
Roger Federer vence a  Tomáš Berdych por 3-6, 7-5, 7-5.
- Fue el vigésimo título ATP Masters 1000 del suizo y el título tercero en Madrid, llegando al N.º 2 en el Ranking ATP. Fue su cuarto título de la temporada.

### Individuales femeninos
Serena Williams vence a  Victoria Azarenka por 6-1, 6-3.
- Fue el segundo título de Serena del año y el 41.º de su carrera. Fue su primer título Premier Mandatory y el quinto Premier en general.

### Dobles masculinos
Mariusz Fyrstenberg /  Marcin Matkowski vencen a  Robert Lindstedt /  Horia Tecau por 6-3 y 6-4.

### Dobles femeninos
Sara Errani /  Roberta Vinci vencen a  Yekaterina Makarova /  Yelena Vesnina por 6-1, 3-6, 10-4.